# Abaj Kunanbajev
Abaj Ibrahim Kunanbajuly, kazaški pesnik, * 1845, † 1904. 
Opiral se je na ustno poezijo Kazahov ter na perzijske in arabske humaniste ter pesnike. V poezijo je vpeljal nove oblike, uglasbil je tudi številne lirske pesmi. Znan je predvsem kot avtor pesnitev in didaktične proze ter prevajalec Puškina in Lermontova. Jemljejo ga kot utemeljitelja sodobne kazaške literature.